# Gränsen (Leksands socken, Dalarna)
Gränsen är en sjö i Leksands kommun i Dalarna och ingår i Dalälvens huvudavrinningsområde. Sjön har en area på 0,417 kvadratkilometer och ligger 309 meter över havet.

## Delavrinningsområde
Gränsen ingår i det delavrinningsområde (672514-143821) som SMHI kallar för Utloppet av Gränsen. Medelhöjden är 355 meter över havet och ytan är 4,08 kvadratkilometer. Det finns inga avrinningsområden uppströms utan avrinningsområdet är högsta punkten. Vattendraget som avvattnar avrinningsområdet har biflödesordning 4, vilket innebär att vattnet flödar genom totalt 4 vattendrag innan det når havet efter 320 kilometer. Avrinningsområdet består mestadels av skog (74 procent). Avrinningsområdet har 0,37 kvadratkilometer vattenytor vilket ger det en sjöprocent på 9,2 procent.